# Domingo Emanuelli
Domingo Emanuelli Hernández (Arecibo) es un abogado y político puertorriqueño que se desempeña como Secretario de Justicia de Puerto Rico desde 2021.

## Educación
Emanuelli completó una licenciatura en Artes, magna cum laude, en estudios generales de la Universidad de Puerto Rico y un Juris Doctor, cum laude, de la Facultad de Derecho de la Universidad de Puerto Rico.

## Carrera
Emanuelli es miembro del Colegio de Abogados de Puerto Rico y admitido para ejercer en Puerto Rico, el Tribunal de Distrito de los Estados Unidos para el Distrito de Puerto Rico y el Tribunal de Apelaciones de los Estados Unidos para el Primer Circuito.
Emanuelli es un abogado especializado en litigios corporativos, comerciales y civiles. Comenzó su carrera en un bufete de abogados en Arecibo.  Para 2021, Emanuelli ya había ejercido la abogacía durante más de 43 años.
El 2 de enero de 2021,  el gobernador Pedro Pierluisi nominó a Emanuelli para servir como Secretario de Justicia de Puerto Rico. En marzo de 2021, el Senado confirmó su nominación.  Sucedió a la secretaria en funciones Inés del C. Carrau Martínez. Emanuelli es miembro del Partido Nuevo Progresista . 